# Lightning Racer

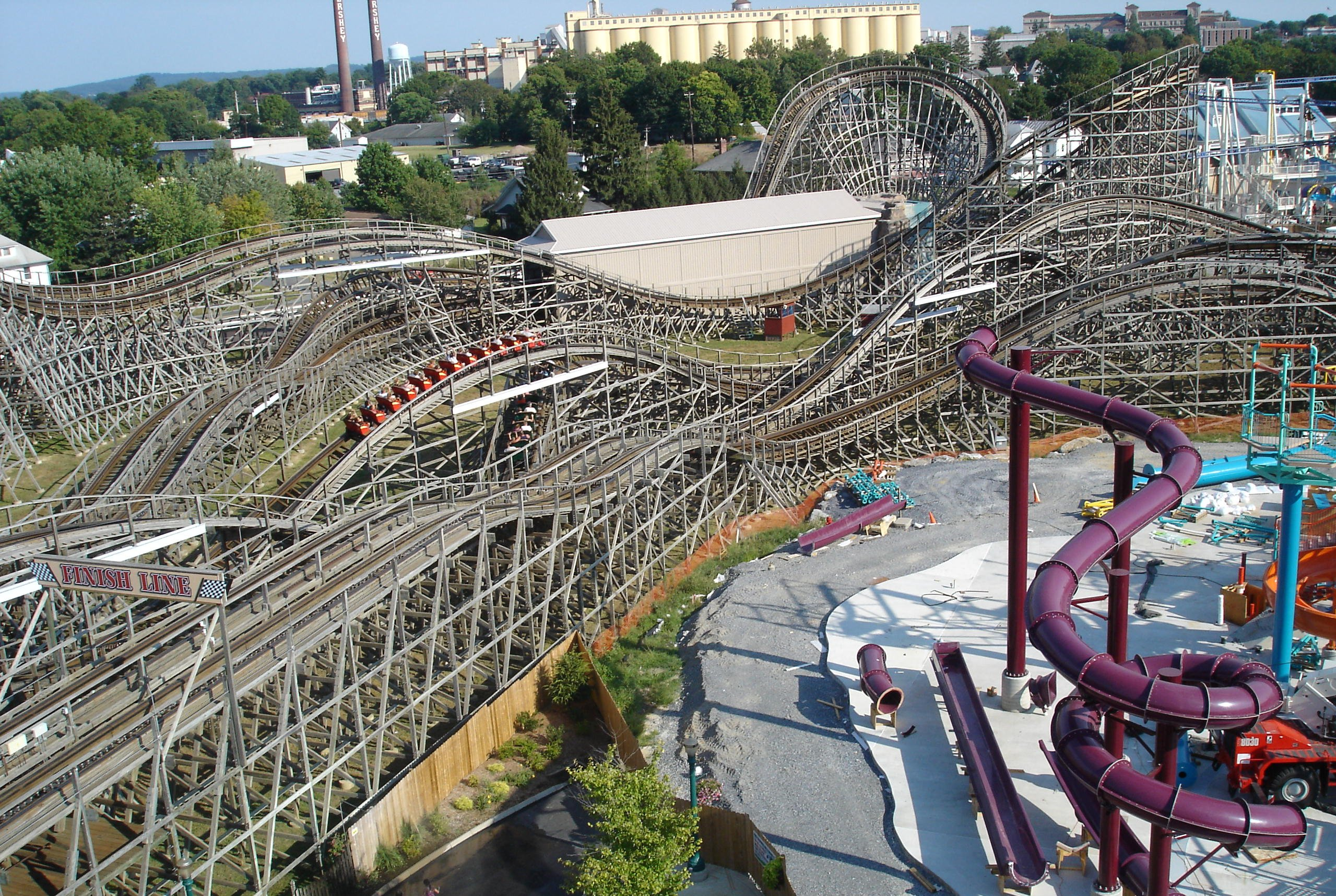

Lightning Racer im Hersheypark (Hershey, Pennsylvania, USA) ist eine Holzachterbahn des Herstellers Great Coasters International, die am 13. Mai 2000 eröffnet wurde.
Die Bahn selbst besteht aus zwei voneinander getrennten, ähnlichen Strecken mit einer Länge von jeweils 1034,2 m. Es können auf beiden Strecken gleichzeitig Züge fahren, sodass ein Wettrennen zwischen den Zügen beider Strecken stattfindet.
Während der 2:20 Minuten andauernden Fahrt überwindet der Zug eine Höhe von 27,9 m und erreicht eine Höchstgeschwindigkeit von rund 82 km/h.

## Züge
Lightning Racer besitzt vier Züge vom Typ Millennium Flyer mit jeweils zwölf Wagen. In jedem Wagen können zwei Personen (eine Reihe) Platz nehmen. Die Fahrgäste müssen mindestens 1,22 m groß sein, um mitfahren zu dürfen.